# Magdala (Németország)
Magdala település Németországban, azon belül Türingiában. Lakosainak száma 1972 fő (2023. december 31.).

## Népesség
A település népességének változása:
| Lakosok száma | 1960 | 2033 | 2014 | 2005 | 1987 | 1987 | 1972 |
|               | 2013 | 2016 | 2017 | 2019 | 2021 | 2022 | 2023 |